# Ivo Kolbe
Ivo Kolbe (* 30. Dezember 1977) ist ein ehemaliger deutscher American-Football-Spieler.

## Laufbahn
Der in der Verteidigung eingesetzte Kolbe gewann 1997 mit den Hamburg Blue Devils den Eurobowl. Von 1998 bis 2000 sowie in der 2002er Saison stand er in Diensten der Kiel Baltic Hurricanes. 2004 wurde er von den Hamburg Blue Devils für die Bundesliga reaktiviert. 2005 verstärkte Kolbe wieder die Verteidigung der Kiel Baltic Hurricanes.
Von 2001 bis zum Ende der 2007er Saison, also teils während er selbst noch als Spieler aktiv war, leitete er die Elmshorn Fighting Pirates als Cheftrainer an. 2008 wurde Kolbe im Gespann mit Stefan Mau Cheftrainer des in Norderstedt ansässigen Regionalligisten Nordic Wolves.
Ab der Saison 2010 war er Mitglied des Trainerstabs der Kiel Baltic Hurricanes und betreute unter Cheftrainer Patrick Esume die Defense Line. 2010 wurde Kolbe mit den Kielern deutscher Meister. Er war bis zum Ende der 2012er Spielzeit an der Förde tätig.
Ab der Saison 2013 verstärkte Kolbe wieder den Trainerstab der Elmshorn Fighting Pirates, diesmal mit der Aufgabe der Koordinierung der Abwehrarbeit. 2019 trug er zum erstmaligen Aufstieg der Holsteiner in die höchste deutsche Spielklasse, GFL, bei. Im Oktober 2019 gab der hauptberuflich in der Sicherheitsbranche tätige Kolbe sein Amt in Elmshorn aus zeitlichen Gründen ab.